# عبد الهادي الفضلي
عبد الهادي محسن الفضلي هو فقيه وعالم دين وأكاديمي سعودي.

## نسبه
هو الشيخ الدكتور عبد الهادي بن الشيخ ميرزا محسن بن الشيخ سلطان بن محمد بن عبد الله بن عباد بن حسين بن حسن بن أحمد بن علي بن أحمد بن حسن بن ريشان بن علي بن عبد العزيز بن أحمد بن عمران بن فضل بن علي بن حديثة بن عقبة بن فضل بن ربيعة البصري الأحسائي النجفي واشتهر بالعلامة الفضلي والدكتور الفضلي، رجل دين وأكاديمي سعودي.

## مولده ونشأته
ولد في ليلة العاشر من شهر رمضان المبارك سنة 1354هـ الموافق للسادس من كانون الأول سنة 1935م بقرية (صبخة العرب) إحدى القرى القريبة من البصرة بالعراق.
ونشأ في البصرة نشأة علمية دينية عالية برعاية والده الميرزا محسن الفضلي.

## تحصيله العلمي
جمع الدكتور الفضلي بين الدراسة التقليدية الحوزوية والدراسة الأكاديمية المنظمة فكان مستحقا للقب آية الله والذي يعتبر من أعلى الدرجات العلمية في عرف الحوزات العلمية بعدها حصل على بكالوريوس من كلية الفقه في النجف في اللغة العربية والعلوم الإسلامية وذلك في عام 1962، ثم حصل على الماجستير في كلية الآداب بجامعة بغداد وذلك في عام 1971 في اللغة العربية. ثم ابتعث من قبل جامعة الملك عبد العزيز بجدة إلى كلية الآداب بجامعة القاهرة وتخرج منها وذلك في عام 1976 بدرجة الدكتوراه في اللغة العربية.

## أولاً: الدراسة الحوزوية
بعد أن ختم القرآن الكريم لدى كتّاب البصرة التحق بالمدرسة الابتدائية وفي نفس الفترة أيضاً بدأ الدراسة الحوزوية، فقرأ على والده بعض كتب النحو والصرف والمنطق والبلاغة، كما قرأ على الشيخ جاسم بن محمد جميل البصير البصري.
وفي سنة 1368هـ هاجر إلى النجف لإكمال دراسته وله من العمر (14) عاماً وأكمل هناك دروس المقدمات والسطوح لدى عدد من الأعلام.
وبعد إتقان هذه الدروس حضر أبحاث الخارج لدى كبار الأساتذة وجهابذة العلم بالنجف.
وفيما يلي قائمة بالدروس الحوزوية التي درسها وأساتذته فيها:
1- اللغة العربية:
أ- علم النحو: (شرح الآجرومية سماحة والده في البصرة) (شرح قطر الندى سماحة والده في البصرة) (شرح الألفية لابن الناظم سماحة والده في البصرة) (شرح الألفية لابن عقيل الشيخ جاسم البصير في البصرة) (مغني اللبيب سماحة والده في البصرة).
ب- علم الصرف: (مراح الأرواح سماحة والده في البصرة) (شرح النظام على الشافية سماحة والده في البصرة) (المقصود الشيخ جاسم البصير في البصرة)
ج- علوم البلاغة: (مختصر المعاني سماحة والده في البصرة) (المطول سماحة والده في البصرة) (جواهر البلاغة الشيخ جاسم البصير في البصرة.)
د- علم العروض:
متن الكافي في العروض والقوافي الشيخ جاسم البصير في البصرة.
هـ- علم التجويد: (شرح تحفة الأطفال الشيخ جاسم البصير في البصرة) (هداية المستفيد الشيخ جاسم البصير في البصرة)
2- العلوم العقلية:
أ- علم المنطق: (حاشية ملا عبد الله سماحة والده في البصرة) (شرح الشمسية سماحة والده في البصرة) (منظومة ابن شليلة الشيخ علي زين الدين في النجف)
ب- علم الكلام: (شرح التجريد السيد جمال الدين الخوئي في النجف) (الإسلام، ينابيعه ومناهجه الشيخ محمد أمين زين الدين في النجف)
3- أصول الفقه: (المعالم الشيخ علي زين الدين في النجف) (الكفاية الشيخ علي زين الدين في النجف) (الرسائل الشيخ على شبر في النجف)
4- الفقه: (شرح اللمعة ج1 الشيخ محمد على الخمايسي في النجف) (شرح اللمعة - جزءان (بحسب الطبعة القديمة)السيد محمد حسين الحكيم في النجف) (المكاسب السيد محمد حسين الحكيم في النجف)
5- البحث الخارج:
أ- الأصول:
1. السيد أبو القاسم الخوئي.
2. الشيخ محمد طاهر آل راضي.
3. الشيخ محمد رضا المظفر حضر عليه مباحث الحجج.
4. السيد محمد تقي الحكيم.

ب- الفقه:
1. السيد محسن الحكيم.
2. السيد أبو القاسم الخوئي.
3. السيد محمد باقر الصدر.

## ثانياً: الدراسة الجامعية
وإلى جانب دراسته الحوزوية التحق بكلية الفقه في النجف، وحصل منها على (البكالوريوس) في اللغة العربية والعلوم الإسلامية وذلك سنة 1382هـ وكان ضمن الدفعة الأولى للكلية.
ثم واصل دراسته الجامعية فالتحق بكلية الآداب بجامعة بغداد وتخرج منها سنة 1391هـ بدرجة ماجستير آداب في اللغة العربية وكان موضوع وعنوان رسالته للماجستير (أسماء الأفعال والأصوات، دراسة ونقد) بإشراف الدكتور إبراهيم السامرائي، ومناقشة الشيخ عبد الهادي مطر ممتحناً خارجياً بالمراسلة، والأستاذ كمال إبراهيم والدكتور مهدي المخزومي.
وخلال هذه الفترة، مارس التدريس في كلية الفقه وكان أحد أعضاء هيئة التدريس بالكلية.
وفي سنة 1391هـ غادر النجف الأشرف إلى مدينة (جدة) بالمملكة العربية السعودية حيث عيّن مدرساً لمادتي النحو والصرف في (جامعة الملك عبد العزيز) وبعد سنتين من التدريس ابتعث من قبل الجامعة إلى كلية دار العلوم بجامعة القاهرة، وتخرج منها سنة 1396هـ بدرجة دكتوراه في اللغة العربية في النحو والصرف والعروض بتقدير امتياز مع مرتبة الشرف، وكان موضوع وعنوان رسالته (قراءة ابن كثير وأثرها في الدراسات النحوية) بإشراف الدكتور أمين علي السيد ومناقشة الدكتور الشيخ إبراهيم نجا وكيل جامعة الأزهر والأستاذ علي النجدي ناصف الأستاذ غير المتفرغ بدار العلوم وعضو مجمع اللغة العربية بالقاهرة.

## حياته العلمية ونشاطاته الثقافية
ذكرنا أنه هاجر إلى (النجف) لإكمال دراسته سنة 1368هـ، وغادر إلى (جدة) سنة 1391هـ حيث عيّن أستاذاً بجامعة الملك عبد العزيز، وبعد سنتين سافر إلى (القاهرة) للحصول على الدكتوراه وعاد منها سنة 1396هـ، وبقي في (جدة) مدرساً في الجامعة حتى عام 1409هـ حيث حصل على التقاعد.
وفي نفس العام اختير أستاذا لمادتي المنطق وأصول البحث في (الجامعة العالمية للعلوم الإسلامية) بلندن، وأشرف على بعض طلبة الماجستير والدكتوراه فيها.
وكان يقيم في الدمام في آخر سنوات حياته.
وكانت له في المنطقة الشرقية مكانة مرموقة واحترام خاص خصوصاً بين العلماء والمثقفين، وله مشاركات واسعة في المجالات الثقافية والتبليغية بالمنطقة من المحاضرات والندوات والمهرجانات الثقافية.
وكانت له في (النجف) و (جدة) نشاطات ومشاركات أدبية وثقافية كثيرة، منها، أنه كان عضواً في (جمعية منتدى النشر) وفي (جمعية الرابطة الأدبية) في النجف الأشرف وكان عضواً في (النادي الثقافي الأدبي) بجدة، ومنها أنه اختير في النجف عضواً في أسرة تحرير نشرة (الأضواء) التي تصدرها (جماعة العلماء) وعضواً في هيئة تحرير مجلة (النجف) التي تصدر عن (كلية الفقه) بالنجف الأشرف.
وفي جامعة الملك عبد العزيز اختير أيضاً عضواً في هيئة تحرير نشرة (أخبار الجامعة) وفي الجامعة المذكورة كان هو الرئيس الأول المؤسس لقسم اللغة العربية والعضو المؤسس والدائم في لجنة المخطوطات بمكتبتها المركزية وشارك في مناقشة بعض الرسائل الجامعية للدراسات العليا وكان له الإشراف على بعضها، واختير أيضاً محكماً لجملة من أبحاث الترقيات العلمية.

## مكانته العلمية
الدكتور الفضلي علامة شهير وكاتب معروف، وكان منذ صغر سنه مورد إعجاب الكثيرين لقوة ذكائه ومثابرته في طلب العلم وتفوقه الواضح على أقرانه، وقد أتقن دروسه الحوزوية والجامعية في وقت قصير نسبياً وبجدارة عالية.
وهذا ما دعا الشيخ آغا بزرك الطهراني صاحب كتاب (الذريعة) أن يصفه في إجازته الروائية له (المؤرخة 1374هـ) وهو ابن عشرين سنة بقوله: «الشيخ الفاضل البارع، الشاب المقبل، الواصل في حداثة سنه إلى أعلى مراقي الكمال، والبالغ من الفضائل مبلغاً لا ينال إلا بالكد الأكيد من كبار الرجال المدعو بالشيخ عبد الهادي بن الشيخ ميرزا محسن بن الشيخ سلطان بن محمد الفضلي....... إلى أن قال: استجازني فرأيته أهلاً لذلك فاستخرت الله وأجزته أن يروي عني جميع ما صحت لي روايته وساغت لي إجازته.........».
والشيخ الفضلي ثقة السيد محمد باقر الصدر وقد أشار الصدر في بعض رسائله للشيخ الفضلي بأنه من مفاخر الحوزة العلمية بالنجف حيث قال الصدر في رسالته للشيخ الفضلي بعد أن غادر الشيخ الفضلي الحوزة لإكمال دراسته الأكاديمية في القاهرة: «الواقع إن مما يحز في نفسي أن تكون أوضاع الحوزة بشكل يزهد في الإقامة فيها أمثالكم ممن يرفع الرأس عالياً ويشكل رقماً من الأرقام الحية على عظمة هذه الحوزة التي تتيح رغم كل تبعثرها أن ينمو الطالب في داخلها بجهده الخاص إلى أن يصل إلى هذا المستوى المرموق فضلاً وأدباً وثقافة وعلى أي حال سواء ابتعدت عن الحوزة مكاناً أو قربت فأنت من آمال الحوزة ومفاخرها.......».
وحين كان في النجف تتلمذ عليه في المقدمات والسطوح كثير من طلبة العلوم الدينية، كما شارك أيضاً في التدريس بكلية الفقه ومتوسطة وثانوية منتدى النشر.
كما أنه وضع بعض الكتب المقرر دراستها في المراحل الأولى في الحوزات العلمية الشيعية مثل كتاب (خلاصة المنطق) و (مبادئ أصول الفقه).

## تدريسه
1- في الحوزة العلمية بالنجف: (شرح قطر الندى في النحو) (شرح الألفية لابن الناظم في النحو) (شرح الألفية لابن عقيل في النحو) (مغني اللبيب في النحو) (شرح النظام في الصرف) (حاشية ملاّ عبد الله في المنطق) (شرح الشمسية في المنطق) (منطق المظفر في المنطق) (خلاصة المنطق في المنطق) (مختصر المعاني في البلاغة) (المطول في البلاغة) (جواهر البلاغة في البلاغة) (علوم البلاغة في البلاغة) (مبادئ أصول الفقه في الأصول) (المعالم في الأصول) (أصول الفقه للشيخ المظفر في الأصول) (الكفاية في الأصول) (شرح اللمعة في الفقه)
2- في ثانوية منتدى النشر بالنجف:
مقررات علوم اللغة العربية وآدابها في الصرف والنحو والبلاغة والنقد وتاريخ الأدب.
3- في كلية الفقه بالنجف:
مادتي النحو والصرف.
4- في جامعة الملك عبد العزيز بجدة:
النحو والصرف والعروض.
5- في الجامعة العالمية للعلوم الإسلامية بلندن:
المنطق وأصول البحث وأصول علم الحديث وعلم الكلام وتاريخ التشريع الإسلامي.

## مؤلفاته
- الإسلام مبدأ
- أسلوب الدعوة الإسلامية
- الأمثال في نهج البلاغة
- التربية الدينية
- ثورة الإمام الحسين عليه السلام
- حضارتنا في ميدان الصراع
- خلاصة المنطق: وهو من كتب دراسة المقدمات في الحوزة العلمية في النجف
- دليل النجف
- الدين في اللغة والقرآن
- علم البلاغة العربية: نشأته وتطوره
- في انتظار الإمام
- لماذا اليأس
- مبادئ أصول الفقه
- مبدأ الاشتقاق في اللغة
- المبدأ الأول في الفكر اليوناني قبل سقراط
- مشكلة الفقر
- مصطلحان أساسيان
- من البعثة إلى الدولة
- مختصر النحو
- مختصر الصرف أو موجز التصريف: وهو من كتب دراسة المقدمات في الحوزة العلمية في النجف
- دراسات في الإعراب
- تلخيص البلاغة
- دراسات في الفعل
- في علم العروض
- نقد واقتراح[4]

## وفاته
توفي الشيخ عبد الهادي الفضلي في يوم الإثنين 8 أبريل 2013 بعد صراع طويل مع المرض. ودفن في مدينة سيهات بمحافظة القطيف شرق السعودية في تشييع مهيب حضره الوف من المشيعين ومحبي الفقيد.

## من مصادر سيرته
لقد ترجم للشيخ في العديد من كتب التراجم والأبحاث وقد تم الاعتماد على الترجمات التالية في كتابة جزء من هذه الومضات من سيرته:
1-أعلام هجر
للسيد هاشم محمد الشخص

2-معجم رجال الفكر والأدب في النجف خلال ألف عام
للدكتور محمد هادي الأميني

3-معجم المؤلفين العراقيين
للأستاذ كوركيس عواد

4- معجم شعراء الحسين
للشيخ جعفر الهلالي

5- مستدركات أعيان الشيعة
للسيد حسن الأمين

6-الفهرست المفيد في تراجم أعلام الخليج
أبو بكر عبد الله محمد الشمري

7- موسوعة الأدباء والكتاب السعوديين خلال ستين عام
للاستاذ أحمد سعيد بن سلم

8- معجم الكتاب والمؤلفين بالسعودية
إصدار الدائرة للإعلام المحدود بالرياض

9- دليل الكاتب السعودي
إصدار الجمعية السعودية للثقافة والفنون بالرياض

10- من مشاهير الجزيرة العربية من عام 700 إلى عام 1419 هـ
عبد الكريم حمد العقيل

11- منتدى الفجر الأدبي - العدد الثاني
تصدر في الجش (القطيف)

12-دليل أعضاء هيئة التدريس السعوديين بجامعات المملكة
إصدار جامعة الملك عبد العزيز

13- شعراء الرابطة الأدبية
للشيخ محمد الخليلي

14-Who’s who in Saudi Arabia
1983
15- مع علماء النجف: تأليف السيد محمد الغروي

## وصلات وروابط خارجية
فهرست مؤلفات الفضلي
دائرة معارف العلامة الفضلي www.alfadhli.org